# Tutti lo vogliono
Tutti lo vogliono (Der bewegte Mann) è un film tedesco diretto da Sönke Wortmann nel 1994.

## Trama
Axel, giovane e impenitente donnaiolo, viene colto in flagrante dalla sua convivente Doro, che lo mette alla porta. Costretto a trovare al più presto una sistemazione, il ragazzo accetta l'offerta di un conoscente gay, che gli mette a disposizione una stanza. Poco tempo dopo però Doro scopre di aspettare un bambino da Axel.